# Amblyseius genualis
Amblyseius genualis är en spindeldjursart som beskrevs av De Leon 1967. Amblyseius genualis ingår i släktet Amblyseius och familjen Phytoseiidae. Inga underarter finns listade i Catalogue of Life.